# نسبیت همزمانی
در فیزیک نیوتونی فرض می‌شود که یک زمان جهانی وجود دارد که برای تمامی ناظرها و چارچوب ها یکی است. نیوتن در کتاب اصول خود چنین نوشته است: «زمان مطلق، حقیقی و ریاضی، خودبه‌خود و به علت ماهیت ویژهٔ خود، به‌طور یکنواخت و بدون ارتباط با هیچ چیز خارجی جریان دارد.» گرچه فلاسفهٔ کلاسیک، جهانی بودن زمان را پذیرفته بودند، ولی شمار زیادی این بیان ویژهٔ نیوتون را مورد انتقاد قرار می‌دادند و این فرض را که لحظه‌های زمان می توانند مستقل از رویدادها وجود داشته باشند، غیرضروری تشخیص می دادند و زمان را دستاورد رویدادها می‌پنداشتند.
بر اساس نسبیت همزمانی، این مسئله که دو رویداد همزمان رخ داده‌اند یا نه، نسبی است، و بستگی به بیننده دارد. این ایده، نتیجهٔ عجیبی است که از تئوری نسبیت گرفته شده، و در مورد هر کدام از رویدادهایی که در مسافتی از یکدیگر اتفاق می‌افتند مصداق دارد. برای مثال، اگر مواد منفجرهٔ آتش بازی را در سیاره‌های مریخ و ناهید شلیک کنیم، ممکن است یکی از مشاهده کنندگانی که در مسیری خاص در فضا حرکت می‌کند، بگوید هر دوی آن‌ها با هم شلیک شدند (با توجه به زمانی که برای رسیدن نور به وی لازم است)، از آن سو، مشاهده کنندهٔ دیگری که در مسیری متفاوت در حال حرکت است، می‌گوید سیارهٔ ناهید زودتر شلیک کرده، و بینندهٔ دیگر، مریخ را آغازگر آتش بازی می‌داند. با توجه به نسبیت خاص، علت این مسئله، زاویه‌های دید مختلف و تفاوت‌های حاصل از آن است. و چون همهٔ آن‌ها نسبی هستند، نمی‌توان گفت کدام یک از مشاهده‌گرها، زاویهٔ دید درست‌تری داشته‌است.
این ایده، به ادراک‌های عجیبی می‌انجامد، از جمله این که فردی، معلول را پیش از علت مشاهده می‌کند (برای مثال، ابتدا فرد می‌بیند که بمبی روشن شده، و سپس کسی را مشاهده می‌کند که فتیله را آتش می‌زند). در هر حال، وقتی مشاهده کننده، معلول را می‌بیند، نمی‌تواند تأثیری بر علت بگذارد، مگر آن که قادر باشد با سرعتی بیشتر از سرعت نور حرکت کند. شاید این مهم‌ترین دلیل برای باور برخی از افراد باشد که معتقدند حرکت با سرعتی بیش از سرعت نور ممنوع است، زیرا این به معنای است که جهانی که بتواند پس از وقوع معلول، مداخله‌ای در علت داشته باشد، بی معناست.